# Lee Johnston (Rennfahrer)
Lee Johnston (* 10. März 1989 in Nordirland) ist ein britischer Motorradrennfahrer. 

## Karriere
Johnston begann seine Laufbahn im Umfeld der British Superbike Championship. Seit seinem Debüt 2008 beim North West 200 gilt er jedoch als einer der talentiertesten Nachwuchsfahrer im Straßenrennsport, was er 2015 eindrucksvoll mit einem Dreifachsieg beim Ulster Grand Prix unter Beweis stellte. Sowohl beim Macau Grand Prix als auch der Isle of Man TT konnte er bereits erste respektable Ergebnisse einfahren. Seit der Saison 2012 tritt Lohnston für East Coast Racing, das von dem Bauunternehmer Phil Reed unterhalten wird, auf BMW und Triumph an.
Johnston lebt in Maguiresbridge, Nordirland. Lee Johnston engagiert sich für eine britische Krebsgesellschaft und trägt deren Schriftzug F13K CANCER auf seinem Helm, nachdem diese Krankheit bei seinem Vater diagnostiziert wurde. Sein Ziel ist es 13.000 Pfund Sterling an Spenden einzusammeln.
Bei der TT 2017 verunglückte er im Training und verletzte sich am Rücken kehrte jedoch im Folgejahr in den Rennzirkus zurück.

## Siegestatistik
| Jahr | Klasse              | Maschine | Rennen            |
| ---- | ------------------- | -------- | ----------------- |
| 2008 | Britischer Meister  | -        | Superstock Junior |
| 2014 | Supertwin Rennen 1  | Kawasaki | North West 200    |
| 2014 | Supertwin Rennen 2  | Kawasaki | North West 200    |
| 2015 | Supersport Rennen 1 | Triumph  | Ulster Grand Prix |
| 2015 | Supersport Rennen 2 | Triumph  | Ulster Grand Prix |
| 2015 | Superstock          | BMW      | Ulster Grand Prix |
| 2015 | Superstock          | BMW      | North West 200    |
| 2019 | Supersport Rennen 1 | Yamaha   | Isle of Man TT    |